# Норкодеїн
Норкодеїн (англ. Norcodeine) — аналог опіоїдів, який є N-деметильованим похідним кодеїну. Сам норкодеїн має відносно невелику опіоїдну активність, але утворюється як метаболіт кодеїну після прийому всередину. Норкодеїн є контрольованою наркотичною речовиною Списку I у США з ACSCN 9309 і нульовою річною квотою на виробництво. Використовувуються солі норкодеїну: ацетат (коефіцієнт перетворення вільної основи 0,826), гідройодид (0,662), гідрохлорид (0,759), нітрат (0,819), платиніхлорид (0,582) і сульфат (0,744).